# Elecciones generales de los Países Bajos de 1989
Las elecciones generales de los Países Bajos se realizaron el 6 de septiembre de 1989. La Llamada Demócrata Cristiana (CDA) se posicionó como el partido más grande de la Cámara de Representantes, obteniendo 54 de los 150 escaños. Esta cámara ejerció durante 4 años y 7 meses, el mandato más largo realizado por el parlamento neerlandés.
Tras las elecciones, el CDA formó un gobierno de coalición con el Partido del Trabajo, y el demócrata cristiano Ruud Lubbers continuó como primer ministro.

### Carteles electorale

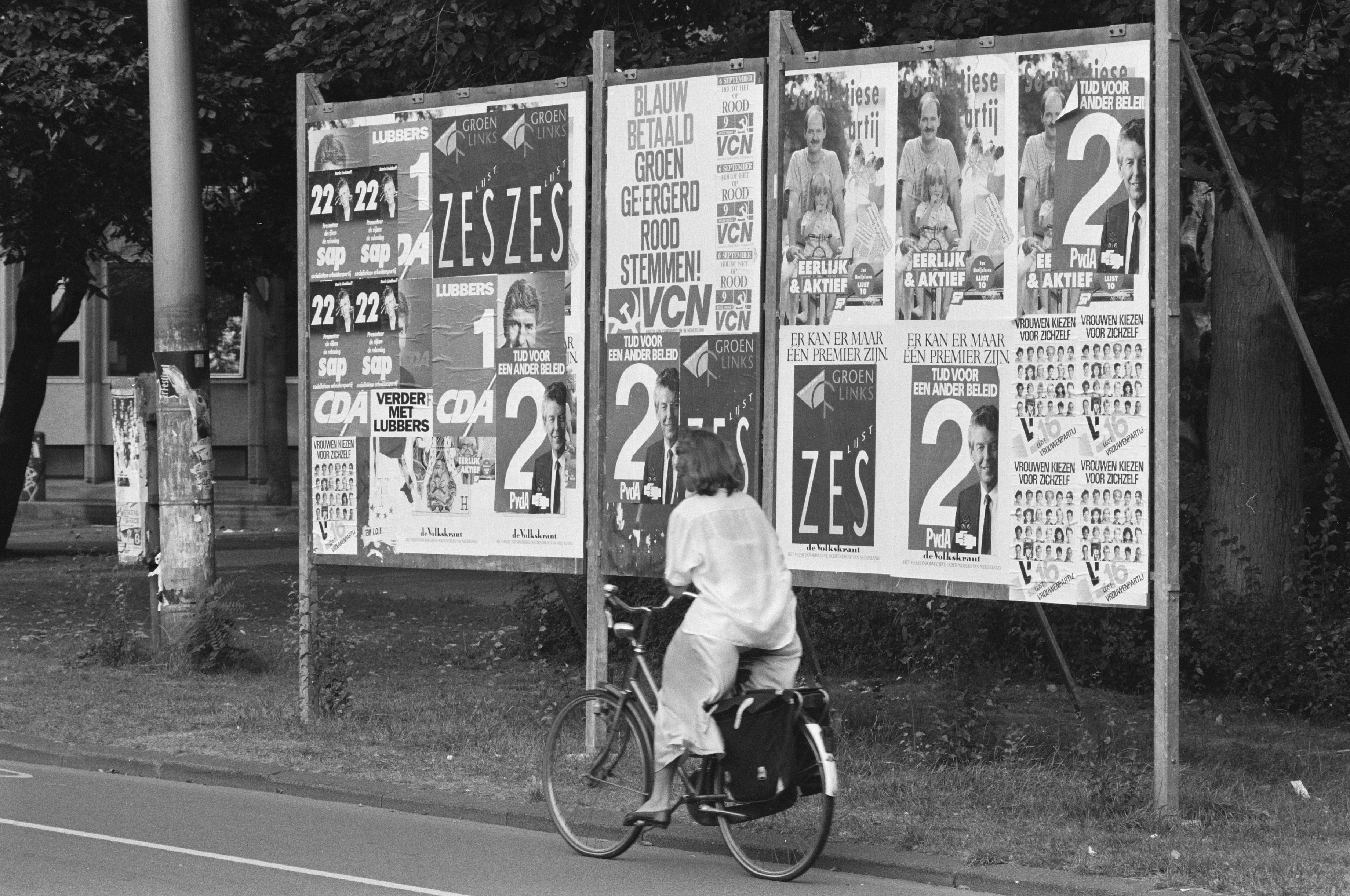
Valla publicitaria en Ámsterdam.Se pueden ver cartes de los siguientes partidos: CDA, SAP, VP, GL, PvdA, VCN, SP

## Candidaturas
| Partido                                   | Partido                                                 | Candidato/Líder                           | Ideología                                 |
| Partidos con representación parlamentaria | Partidos con representación parlamentaria               | Partidos con representación parlamentaria | Partidos con representación parlamentaria |
| ----------------------------------------- | ------------------------------------------------------- | ----------------------------------------- | ----------------------------------------- |
|                                           | Llamada Demócrata Cristiana (CDA)                       | Ruud Lubbers                              | Democracia cristiana                      |
|                                           | Partido del Trabajo (PvdA)                              | Wim Kok                                   | Socialdemocracia                          |
|                                           | Partido Popular por la Libertad y la Democracia (VVD)   | Joris Voorhoeve                           | Liberalismo conservador                   |
|                                           | Demócratas 66 (D66)                                     | Hans van Mierlo                           | Socioliberalismo                          |
|                                           | Partido Político Reformado (SGP)                        | Bas van der Vlies                         | Derecha cristiana                         |
|                                           | Izquierda Verde (GL)                                    | Ria Beckers                               | Progresismo                               |
|                                           | Liga Política Reformada (GPV)                           | Gert Schutte                              | Democracia cristiana                      |
|                                           | Federación Política Reformatoria (RPF)                  | Meindert Leerling                         | Democracia cristiana                      |
| Partidos sin representación parlamentaria |                                                         |                                           |                                           |
|                                           | Demócratas de Centro (CD)                               | Hans Janmaat                              | Conservadurismo social                    |
|                                           | Partido Socialista (SP)                                 | Jan Marijnissen                           | Socialismo democrático                    |
|                                           | Los Verdes (DG)                                         | Roel van Duijn                            | Política verde                            |
|                                           | Liga de los Comunistas de los Países Bajos (VCN)        | Rinze Visser                              | Marxismo-leninismo                        |
|                                           | Partido Socialista Obrero (SAP)                         | Harrie Lindelauff                         | Marxismo                                  |
|                                           | Partido Humanista (HP)                                  | Marianne Siegelschmidt                    | Humanismo                                 |
|                                           | Partido de las Mujeres (VP)                             | Nel Roggeband-Baaij                       | Feminismo                                 |
|                                           | Centro de ancianos (BC)                                 | H.W. Pullens                              | Intereses de los pensionistas             |
|                                           | Países Bajos Realistas (RN)                             | Janny Jensema-Vos                         | Liberalismo conservador                   |
|                                           | Partido Anti-Desempleo (AWP)                            | Albert Wissink                            | Intereses de los desempleados             |
|                                           | Partido Político para las Personas Mayores (PPO)        | K. Blokker                                | Intereses de los pensionistas             |
|                                           | Partido de las Minorías Progresistas (VMP)              | Ferd Kartaram                             | Pro-Derechos de las minorías              |
|                                           | Partido del Socialismo Democrático (PDS)                | Robbie Wormer                             |                                           |
|                                           | Partido de las Minorías Socialistas (SMP)               | Chandrikapersad Mahabier                  | [ 33 ]                                    |
|                                           | Partido de Defensa del Medio Ambiente 2000+ (MDP 2000+) | John Gouweloos                            | Política verde                            |
|                                           | Partido de la Gran Alianza (GAP)                        | J.A. Geiger                               | Anti-OTAN                                 |
|                                           | Federación Política (SF)                                | Wim Kock                                  |                                           |

## Resultados
|  | 35.32 % |

|  | 31.91 % |

|  | 14.54 % |

|  | 7.89 % |

|  | 4.07 % |

|  | 1.87 % |

|  | 1.23 % |

|  | 0.96 % |

|  | 0.92 % |

|  | 0.44 % |

|  | 0.35 % |

|  | 0.14 % |

|  | 0.09 % |

|  | 0.08 % |

|  | 0.07 % |

|  | 0.05 % |

|  | 0.02 % |

|  | 0.02 % |

|  | 0.02 % |

|  | 0.01 % |

|  | 0 % |

|  | 0 % |

|  | 0 % |

|  | 0 % |

|  | 0 % |

|  | 80.27 % |

### Por provincias
| Provincia             | CDA                    | PvdA | VVD  | D66  | GL  | SGP | GPV | RPF | CD  | Otros |     |
| --------------------- | ---------------------- | ---- | ---- | ---- | --- | --- | --- | --- | --- | ----- | --- |
| Provincia             | Brabante Septentrional | 45.1 | 28.7 | 12.1 | 7.2 | 3.3 | 0.5 | 0.3 | 0.3 | 0.6   | 1.4 |
| Drente                | 27.5                   | 43.6 | 15.2 | 6.5  | 2.8 | 0.3 | 2.0 | 1.0 | 0.3 | 1.4   |     |
| Flevoland             | 28.6                   | 31.4 | 17.6 | 9.2  | 4.0 | 2.6 | 2.1 | 2.0 | 1.4 | 1.1   |     |
| Frisia                | 34.6                   | 39.5 | 11.0 | 6.4  | 3.5 | 0.6 | 2.0 | 1.4 | 0.2 | 1.6   |     |
| Groninga              | 23.4                   | 45.5 | 11.5 | 7.0  | 5.4 | 0.2 | 4.2 | 1.1 | 0.3 | 0.6   |     |
| Güeldres              | 38.3                   | 30.6 | 13.4 | 7.0  | 3.7 | 2.3 | 1.0 | 1.4 | 0.4 | 1.9   |     |
| Holanda Meridional    | 30.4                   | 31.1 | 16.9 | 9.1  | 3.9 | 3.3 | 1.1 | 1.1 | 1.7 | 1.4   |     |
| Holanda Septentrional | 28.1                   | 32.3 | 18.9 | 9.9  | 6.2 | 0.4 | 0.6 | 0.6 | 1.4 | 1.9   |     |
| Overijssel            | 42.0                   | 30.6 | 10.6 | 6.1  | 2.9 | 2.3 | 2.6 | 1.7 | 0.3 | 0.9   |     |
| Limburgo              | 46.9                   | 33.4 | 9.0  | 5.4  | 3.0 | 0.1 | 0.2 | 0.1 | 0.5 | 1.9   |     |
| Utrecht               | 34.3                   | 25.1 | 18.0 | 9.3  | 5.1 | 2.7 | 1.2 | 1.3 | 1.1 | 0.8   |     |
| Zelanda               | 33.9                   | 29.6 | 14.1 | 6.7  | 2.8 | 8.3 | 1.7 | 1.6 | 0.7 | 0.8   |     |

### 5 municipios más grandes
| Provincia | CDA           | PvdA           | VVD            | D66           | GL            | SGP           | GPV         | RPF         | CD           | Otros        |             |
| --------- | ------------- | -------------- | -------------- | ------------- | ------------- | ------------- | ----------- | ----------- | ------------ | ------------ | ----------- |
| Provincia | Ámsterdam     | 15.2 (54 660)  | 42.6 (152 832) | 13.6 (48 775) | 11.0 (39 496) | 10.8 (38 867) | 0.2 (559)   | 0.4 (1 262) | 0.3 (1 163)  | 3.1 (11 182) | 2.8 (9 973) |
| Róterdam  | 20.5 (61 454) | 45.4 (135 966) | 12.1 (36 330)  | 8.7 (25 921)  | 5.1 (15 299)  | 1.4 (4 163)   | 0.9 (2 589) | 0.6 (1 866) | 3.4 (10 279) | 1.9 (5 782)  |             |
| La Haya   | 24.5 (57 312) | 34.1 (79 567)  | 19.0 (44 496)  | 10.3 (24 142) | 4.9 (11 332)  | 1.0 (2 230)   | 0.8 (1 779) | 0.5 (1 245) | 3.1 (7 364)  | 1.8 (4 208)  |             |
| Utrecht   | 23.2 (30 887) | 37.5 (49 973)  | 11.8 (15 662)  | 10.7 (14 277) | 10.6 (14 072) | 0.6 (757)     | 0.8 (1 037) | 0.4 (551)   | 2.6 (3 417)  | 2.0 (2 647)  |             |
| Eindhoven | 38.0 (41 212) | 32.0 (34 699)  | 12.4 (13 380)  | 9.1 (9 817)   | 5.0 (5 433)   | 0.2 (203)     | 0.6 (604)   | 0.4 (395)   | 0.7 (737)    | 1.7 (1 900)  |             |

### Mapas

Resultados de las elecciones por provincia.